# Conrad Flockner
Conrad Flockner (* 8. Mai 1891 in Solingen; † 2. Dezember 1963 in Berlin) war ein deutscher Filmproduzent, Herstellungs- und Produktionsleiter.

## Leben und Wirken
Flockner hatte eine Ausbildung zum Kaufmann durchlaufen und sich anschließend für die Schauspielerei entschieden. Sein erstes größeres Engagement führte ihn 1918 an das Berliner Theater des Westens, 1926 trat er auch im Film (Ich hatt’ einen Kameraden) auf.
Bereits seit 1924 war er für das Kino aktiv, zunächst als Produktionsassistent und Aufnahmeleiter. Obwohl Flockner auch gelegentlich schon als Produktionsleiter arbeiten durfte, blieb er bis 1938 vorwiegend Aufnahmeleiter – zuletzt für die Majestic-Film, die ihn als Produktions- bzw. Herstellungsleiter übernahm. Nach der Auflösung der Majestic 1941 wurde Conrad Flockner von der Staatsfirma Tobis eingestellt.
Nach 1945 verdingte sich Flockner primär als Synchronregisseur bzw. Hersteller von Synchronfassungen ausländischer Filme; in dieser Funktion war er beispielsweise auch an der deutschen Fassung von Carol Reeds Filmklassiker Der dritte Mann beteiligt. Flockner arbeitete aber auch weiterhin als Produktionsleiter (für Berliner und Münchner Firmen). Unter seiner Leitung entstand hochwertige Kinokonfektion wie Feuerwerk, Hotel Adlon und die ambitioniert-getragene Politiker-Biografie Stresemann, Flockners letzter Kinofilm.

## Filmografie (Auswahl)
- 1929: Nachtgestalten (nur Aufnahmeleitung)
- 1932: Tausend für eine Nacht (nur Aufnahmeleitung)
- 1933: Das häßliche Mädchen
- 1938: Schüsse in Kabine 7
- 1939: Schneider Wibbel
- 1939: Was wird hier gespielt ?
- 1940: Herz modern möbliert
- 1940: Casanova heiratet
- 1940/53: Gesprengte Gitter
- 1941: Kopf hoch, Johannes! (Produzent)
- 1941: Frau Luna
- 1941: Was geschah in dieser Nacht?
- 1943: Fritze Bollmann wollte angeln
- 1943: Der Verteidiger hat das Wort
- 1944: Die Degenhardts
- 1944: Solistin Anna Alt
- 1944/52: Das Mädchen Juanita
- 1949: Mädchen hinter Gittern
- 1952: Aus dem Felsenreich der Dolomiten (Kurzdokumentarfilm, Regie)
- 1952: Zwei Menschen
- 1953: Tagebuch einer Verliebten
- 1954: Feuerwerk
- 1954: Geliebte Feindin
- 1955: Hotel Adlon
- 1956: Stresemann